# Troisième district congressionnel du Wisconsin
Le 3e district congressionnelle du Wisconsin couvre la majeure partie de la zone Driftless dans le sud-ouest et l'ouest du Wisconsin. Le district comprend les villes d'Eau Claire, La Crosse et Stevens Point, ainsi que de nombreuses banlieues de la Région Métropolitaine de Minneapolis-St. Paul. Il borde les États du Minnesota, de l'Iowa et de l'Illinois. Le Républicain Derrick Van Orden représente le district depuis 2023.
La nature politique du district est modérée, compte tenu de sa combinaison d'un caractère globalement rural et suburbain contrebalancé par deux centres urbains importants (Eau Claire et La Crosse) et la banlieue de Twin Cities. Il a historiquement élu des républicains modérés ; avant la victoire de Ron Kind en 1996, seuls deux démocrates le représentaient au XXe siècle. Al Gore, John Kerry et Barack Obama ont tous porté le district au niveau présidentiel ; il a ensuite voté de justesse pour Donald Trump en 2016 et à nouveau en 2020 avec des marges légèrement augmentées, en conséquence, le CPVI a ajusté l'inclinaison partisane du district en 2021 de « EVEN » à R+4.

## Géographie
| #   | Comté       | Siège             | Population |
| --- | ----------- | ----------------- | ---------- |
| 1   | Adams       | Friendship        | 20 875     |
| 11  | Buffalo     | Alma              | 13 302     |
| 17  | Chippewa    | Chippewa Falls    | 66 865     |
| 23  | Crawford    | Prairie du Chien  | 16 075     |
| 33  | Dunn        | Menomonie         | 45 547     |
| 35  | Eau Claire  | Eau Claire        | 106 452    |
| 43  | Grant       | Lancaster         | 52 110     |
| 53  | Jackson     | Black River Falls | 21 121     |
| 57  | Juneau      | Mauston           | 26 802     |
| 63  | La Crosse   | La Crosse         | 120 433    |
| 81  | Monroe      | Sparta            | 46 193     |
| 91  | Pepin       | Durand            | 7 364      |
| 93  | Pierce      | Ellsworth         | 42 587     |
| 97  | Portage     | Stevens Point     | 70 468     |
| 103 | Richland    | Richland Center   | 17 212     |
| 121 | Trempealeau | Whitehall         | 30 724     |
| 123 | Vernon      | Viroqua           | 30 915     |
| 141 | Wood        | Wisconsin Rapids  | 74 070     |

Comté d'Adams
Adams, Arkdale, Dellwood, Friendship, Grand Marsh, Lake Arrowhead, Lake Camelot, Lake Sherwood et Wisconsin Dells (section du Comté d'Adams).
Comté de Buffalo
Alma, Buffalo City, Cochrane, Fountain City, Mondovi et Nelson.
Comté de Chippewa
Chippewa Falls et Lake Hallie.
Comté de Crawford
Bell Center, Eastman, Ferryville, Gays Mills, Lynxville, Mount Sterling, Prairie du Chien, Soldiers Grove, Steuben et Wauzeka.
Comté de Dunn
Boyceville, Colfax, Downing, Elk Mound, Knapp, Menomonie, Ridgeland et Wheeler.
Comté d'Eau Claire
Altoona, Augusta, Eau Claire, Fairchild et Fall Creek.
Comté de Grant
Bagley, Boscobel, Bloomington, Blue River, Cassville, Cuba City, Dickeyville, Fennimore, Hazel Green, Lancaster, Livingston, Montfort, Muscoda, Platteville, Potosi et Tennyson.
Comté de Jackson
Alma Center, Black River Falls, Hixton, Melrose et Taylor.
Comté de Juneau
Camp Douglas, Elroy, Hustler, Lyndon Station, Mauston, Union Center et Wonewoc.
Comté de La Crosse
Bangor, Campbell, La Crosse, Holmen, Rockland, Onalaska et West Salem.
Comté de Monroe
Cashton, Kendall, Melvina, Norwalk, Oakdale, Sparta, Tomah et Wilton.
Comté de Pepin
Durand, Pepin et Stockholm.
Comté de Pierce
Bay City, Ellsworth, Maiden Rock, Plum City, Prescott, River Falls (partie du Comté de Pierce), Spring Valley (partie du Compté de Pierce ).
Comté de Portage
Almond, Amherst, Amherst Junction, Junction City, Nelsonville, Park Ridge, Plover et Whiting.
Comté de Richland
Boaz, Cazenovia, Lone Rock, Richland Center, Viola et Yuba.
Comté de Trempealeau
Arcadia, Blair, Eleva, Ettrick, Galesville, Independence, Pigeon Falls, Osseo, Strum, Trempealeau et Whitehall.
Comté de Vernon
Chaseburg, Coon Valley, De Soto, Genoa, Hillsboro, La Farge, Ontario, Readstown, Stoddard, Viroqua et Westby.
Comté de Wood
Biron, Milladore, Nekoosa, Port Edwards, Rudolph et Vesper.

## Historique de vote
| Année | Poste        | Résultats                    |
| ----- | ------------ | ---------------------------- |
| 2000  | Président    | Gore 49,0 % – 46,0 %         |
| 2004  | Président    | Kerry 51,0 % – 48,0 %        |
| 2008  | Président    | Obama 58,0 % – 41,0 %        |
| 2012  | Président    | Obama 54,8 % – 43,8 %        |
| 2014  | Gouverneur   | Walker 50,1 % – 48,52 %      |
| 2016  | Président    | Trump 49,3 % – 44,8 %        |
| 2016  | Sénat        | Johnson 49,2 % – 47,0 %      |
| 2018  | Sénat        | Baldwin 56,4 % – 43,5 %      |
| 2018  | Gouverneur   | Evers 49,8 % – 47,9 %        |
| 2020  | Président    | Trump 52,0 % - 46,0 %        |
| 2022  | Sénat        | Johnson 52,8 % – 47,1 %      |
| 2022  | Gouverneur   | Evers 49,6 % – 49,1 %        |
| 2023  | Cour Suprême | Protasiewicz 55,0 % – 45,0 % |

## Liste des Représentants du district
| Membre                          | Parti                      | Années                            | Congrès     | Histoire électorale | Zone géographique |
| ------------------------------- | -------------------------- | --------------------------------- | ----------- | --- | --- |
| District établit le 4 mars 1849 |                            |                                   |             | | |
| James Duane Doty                | Démocrate                  | 4 mars 1849 - 3 mars 1851         | 31e , 32e   | Élu en 1848. Réélu en 1850. Retrait. | Brown, Calumet, Columbia, Dodge, Fond du Lac, Jefferson, Manitowoc, Marquette, Sheboygan, Washington et Winnebago (et les comtés créés depuis ce territoire durant les années 1850 de Door, Green Lake, Kewaunee, Oconto, Outagamie, Shawano, Waupaca et Waushara) |
| James Duane Doty                | Démocrate Indépendant (en) | 4 mars 1851 - 3 mars 1853         | 31e , 32e   | Élu en 1848. Réélu en 1850. Retrait. | Brown, Calumet, Columbia, Dodge, Fond du Lac, Jefferson, Manitowoc, Marquette, Sheboygan, Washington et Winnebago (et les comtés créés depuis ce territoire durant les années 1850 de Door, Green Lake, Kewaunee, Oconto, Outagamie, Shawano, Waupaca et Waushara) |
| John B. Macy (en)               | Démocrate                  | 4 mars 1853 - 3 mars 1855         | 33e         | Élu en 1852. Perd sa réélection. | Brown, Calumet, Columbia, Dodge, Fond du Lac, Jefferson, Manitowoc, Marquette, Sheboygan, Washington et Winnebago (et les comtés créés depuis ce territoire durant les années 1850 de Door, Green Lake, Kewaunee, Oconto, Outagamie, Shawano, Waupaca et Waushara) |
| Charles Billinghurst (en)       | Opposition Party (en)      | 4 mars 1855 - 3 mars 1857         | 34e , 35e   | Élu en 1854. Réélu en 1856. Perd sa réélection. | Brown, Calumet, Columbia, Dodge, Fond du Lac, Jefferson, Manitowoc, Marquette, Sheboygan, Washington et Winnebago (et les comtés créés depuis ce territoire durant les années 1850 de Door, Green Lake, Kewaunee, Oconto, Outagamie, Shawano, Waupaca et Waushara) |
| Charles Billinghurst (en)       | Républicain                | 4 mars 1857 - 3 mars 1859         | 34e , 35e   | Élu en 1854. Réélu en 1856. Perd sa réélection. | Brown, Calumet, Columbia, Dodge, Fond du Lac, Jefferson, Manitowoc, Marquette, Sheboygan, Washington et Winnebago (et les comtés créés depuis ce territoire durant les années 1850 de Door, Green Lake, Kewaunee, Oconto, Outagamie, Shawano, Waupaca et Waushara) |
| Charles H. Larrabee (en)        | Démocrate                  | 4 mars 1859 - 3 mars 1861         | 36e         | Élu en 1858. Perd sa réélection. | Brown, Calumet, Columbia, Dodge, Fond du Lac, Jefferson, Manitowoc, Marquette, Sheboygan, Washington et Winnebago (et les comtés créés depuis ce territoire durant les années 1850 de Door, Green Lake, Kewaunee, Oconto, Outagamie, Shawano, Waupaca et Waushara) |
| A. Scott Sloan (en)             | Républicain                | 4 mars 1861 - 3 mars 1863         | 37e         | Élu en 1860. Retrait. | Brown, Calumet, Columbia, Dodge, Fond du Lac, Jefferson, Manitowoc, Marquette, Sheboygan, Washington et Winnebago (et les comtés créés depuis ce territoire durant les années 1850 de Door, Green Lake, Kewaunee, Oconto, Outagamie, Shawano, Waupaca et Waushara) |
| Amasa Cobb (en)                 | Républicain                | 4 mars 1863 - 3 mars 1871         | 38e - 41e   | Élu en 1862. Réélu en 1864. Réélu en 1866. Réélu en 1868. Retrait. | Crawford, Grant, Green, Iowa, Lafayette, Richland et Sauk |
| J. Allen Barber (en)            | Républicain                | 4 mars 1871 - 3 mars 1875         | 42e , 43e   | Élu en 1870. Réélu en 1872. Retrait | Crawford, Grant, Green, Iowa, Lafayette, Richland et Sauk |
| J. Allen Barber (en)            | Républicain                | 4 mars 1871 - 3 mars 1875         | 42e , 43e   | Élu en 1870. Réélu en 1872. Retrait | Crawford, Grant, Green, Iowa, Lafayette et Richland |
| Henry S. Magoon (en)            | Républicain                | 4 mars 1875 - 3 mars 1877         | 44e         | Élu en 1874. Perd sa réélection. | |
| George Cochrane Hazelton (en)   | Républicain                | 4 mars 1877 - 3 mars 1883         | 45e - 47e   | Élu en 1876. Réélu en 1878. Réélu en 1880. Perd sa renomination. | |
| Burr W. Jones (en)              | Démocrate                  | 4 mars 1883 - 3 mars 1885         | 48e         | Élu en 1882. Perd sa réélection. | Dane, Grant, Green, Iowa et Lafayette |
| Robert M. La Follette           | Républicain                | 4 mars 1885 - 3 mars 1891         | 49e - 51e   | Élu en 1884. Réélu en 1886. Réélu en 1888. Perd sa réélection. | Dane, Grant, Green, Iowa et Lafayette |
| Allen R. Buschnell (en)         | Démocrate                  | 4 mars 1891 - 3 mars 1893         | 52e         | Élu en 1890. Retrait. | Dane, Grant, Green, Iowa et Lafayette |
| Joseph W. Babcock (en)          | Républicain                | 4 mars 1893 - 3 mars 1907         | 53e - 59e   | Élu en 1892. Réélu en 1894. Réélu en 1896. Réélu en 1898. Réélu en 1900. Réélu en 1902. Réélu en 1904. Perd sa réélection.                                                                                | Adams, Crawford, Grant, Iowa, Juneau, Richland, Sauk et Vernon |
| Joseph W. Babcock (en)          | Républicain                | 4 mars 1893 - 3 mars 1907         | 53e - 59e   | Élu en 1892. Réélu en 1894. Réélu en 1896. Réélu en 1898. Réélu en 1900. Réélu en 1902. Réélu en 1904. Perd sa réélection.                                                                                | Crawford, Grant, Iowa, Juneau, Richland, Sauk et Vernon |
| James William Murphy (en)       | Démocrate                  | 4 mars 1907 - 3 mars 1909         | 60e         | Élu en 1906. Perd sa réélection. | |
| Arthur W. Kopp (en)             | Républicain                | 4 mars 1909 - 3 mars 1913         | 61e , 62e   | Élu en 1908. Réélu en 1910. Retrait. | |
| John M. Nelson (en)             | Républicain                | 4 mars 1913 - 3 mars 1919         | 63e - 65e   | Redécoupage depuis le 2e district et réélu en 1912. Réélu en 1914. Réélu en 1916. Perd sa renomination.                                                                                                   | Crawford, Dane, Grant, Green, Iowa, Lafayette et Richland |
| James G. Monahan (en)           | Républicain                | 4 mars 1919 - 3 mars 1921         | 66e         | Élu en 1918. Perd sa renomination. | Crawford, Dane, Grant, Green, Iowa, Lafayette et Richland |
| John M. Nelson (en)             | Républicain                | 4 mars 1921 - 3 mars 1933         | 67e - 72e   | Élu en 1920. Réélu en 1922. Réélu en 1924. Réélu en 1926. Réélu en 1928. Réélu en 1930. Perd sa renomination.                                                                                             | Crawford, Dane, Grant, Green, Iowa, Lafayette et Richland |
| Gardner R. Withrow (en)         | Républicain                | 4 mars 1933 - 3 janvier 1935      | 73e - 75e   | Redécoupage depuis le 7e district et réélu en 1932. Réélu en 1934. Réélu en 1936. Perd sa réélection. | Crawford, Grant, Iowa, Juneau, La Crosse, Lafayette, Monroe, Richland, Sauk et Vernon |
| Gardner R. Withrow (en)         | Progressiste (en)          | 3 janvier 1935 - 3 janvier 1939   | 73e - 75e   | Redécoupage depuis le 7e district et réélu en 1932. Réélu en 1934. Réélu en 1936. Perd sa réélection. | Crawford, Grant, Iowa, Juneau, La Crosse, Lafayette, Monroe, Richland, Sauk et Vernon |
| Harry W. Grisworld (en)         | Républicain                | 3 janvier 1939 - 4 juillet 1939   | 76e         | Élu en 1938. Décès. | Crawford, Grant, Iowa, Juneau, La Crosse, Lafayette, Monroe, Richland, Sauk et Vernon |
| Vacant                          | Vacant                     | 4 juillet 1939 - 3 janvier 1941   | 76e         | | Crawford, Grant, Iowa, Juneau, La Crosse, Lafayette, Monroe, Richland, Sauk et Vernon |
| William H. Stevenson (en)       | Républicain                | 3 janvier 1941 - 3 janvier 1949   | 77e - 80e   | Élu en 1940. Réélu en 1942. Réélu en 1944. Réélu en 1946. Perd sa renomination. | Crawford, Grant, Iowa, Juneau, La Crosse, Lafayette, Monroe, Richland, Sauk et Vernon |
| Gardner R. Withrow (en)         | Républicain                | 3 janvier 1949 - 3 janvier 1961   | 81e - 86e   | Élu en 1948. Réélu en 1950. Réélu en 1952. Réélu en 1954. Réélu en 1956. Réélu en 1958. Retrait. | Crawford, Grant, Iowa, Juneau, La Crosse, Lafayette, Monroe, Richland, Sauk et Vernon |
| Vernon Wallace Thomson (en)     | Républicain                | 3 janvier 1961 - 31 décembre 1974 | 87e - 93e   | Élu en 1960. Réélu en 1962. Réélu en 1964. Réélu en 1966. Réélu en 1968. Réélu en 1970. Réélu en 1972. Perd sa réélection et démissionne.                                                                 | Crawford, Grant, Iowa, Juneau, La Crosse, Lafayette, Monroe, Richland, Sauk et Vernon |
| Vernon Wallace Thomson (en)     | Républicain                | 3 janvier 1961 - 31 décembre 1974 | 87e - 93e   | Élu en 1960. Réélu en 1962. Réélu en 1964. Réélu en 1966. Réélu en 1968. Réélu en 1970. Réélu en 1972. Perd sa réélection et démissionne.                                                                 | Buffalo, Crawford, Grant, Iowa, Jackson, Juneau, La Crosse, Lafayette, Monroe, Pepin, Pierce, Richland, Sauk, Trempealeau et Vernon |
| Vernon Wallace Thomson (en)     | Républicain                | 3 janvier 1961 - 31 décembre 1974 | 87e - 93e   | Élu en 1960. Réélu en 1962. Réélu en 1964. Réélu en 1966. Réélu en 1968. Réélu en 1970. Réélu en 1972. Perd sa réélection et démissionne.                                                                 | Barron, Buffalo, Crawford, Dunn, Eau Claire, Grant, Jackson, La Crosse, Pepin, Pierce, Polk, Richland, St. Croix, Trempealeau et Vernon, ainsi que des parties des comtés de Monroe                                                                                |
| Vacant                          | Vacant                     | 31 décembre 1974 - 3 janvier 1975 | 93          | | |
| Alvin Baldus (en)               | Démocrate                  | 3 janvier 1975 - 3 janvier 1981   | 94e - 96e   | Élu en 1974. Réélu en 1976. Réélu en 1978. Perd sa réélection. | |
| Steve Gunderson                 | Républicain                | 3 janvier 1981 - 3 janvier 1997   | 97e - 104e  | Élu en 1980. Réélu en 1982. Réélu en 1984. Réélu en 1986. Réélu en 1988. Réélu en 1990. Réélu en 1992. Réélu en 1994. Retrait.                                                                            | |
| Steve Gunderson                 | Républicain                | 3 janvier 1981 - 3 janvier 1997   | 97e - 104e  | Élu en 1980. Réélu en 1982. Réélu en 1984. Réélu en 1986. Réélu en 1988. Réélu en 1990. Réélu en 1992. Réélu en 1994. Retrait.                                                                            | Barron, Buffalo, Crawford, Dunn, Eau Claire, Grant, Jackson, La Crosse, Pepin, Pierce, Polk, Richland, St. Croix, Trempealeau et Vernon, ainsi que des parties des comtés de Clark, Grant, Polk et Richland                                                        |
| Steve Gunderson                 | Républicain                | 3 janvier 1981 - 3 janvier 1997   | 97e - 104e  | Élu en 1980. Réélu en 1982. Réélu en 1984. Réélu en 1986. Réélu en 1988. Réélu en 1990. Réélu en 1992. Réélu en 1994. Retrait.                                                                            | 1993–2003 |
| Ron Kind                        | Démocrate                  | 3 janvier 1997 - 3 janvier 2023   | 105e - 117e | Élu en 1996. Réélu en 1998. Réélu en 2000. Réélu en 2002. Réélu en 2004. Réélu en 2006. Réélu en 2008. Réélu en 2010. Réélu en 2012. Réélu en 2014. Réélu en 2016. Réélu en 2018. Réélu en 2020. Retrait. | |
| Ron Kind                        | Démocrate                  | 3 janvier 1997 - 3 janvier 2023   | 105e - 117e | Élu en 1996. Réélu en 1998. Réélu en 2000. Réélu en 2002. Réélu en 2004. Réélu en 2006. Réélu en 2008. Réélu en 2010. Réélu en 2012. Réélu en 2014. Réélu en 2016. Réélu en 2018. Réélu en 2020. Retrait. | 2003–2013 |
| Ron Kind                        | Démocrate                  | 3 janvier 1997 - 3 janvier 2023   | 105e - 117e | Élu en 1996. Réélu en 1998. Réélu en 2000. Réélu en 2002. Réélu en 2004. Réélu en 2006. Réélu en 2008. Réélu en 2010. Réélu en 2012. Réélu en 2014. Réélu en 2016. Réélu en 2018. Réélu en 2020. Retrait. | 2013–2023 |
| Derrick Van Orden               | Républicain                | 3 janvier 2023 - Présent          | 118e        | Élu en 2022 | 2023-Présent |

## Résultats des récentes élections
Voici les résultats des dix précédents cycles électoraux dans le district.

### 2004
| Élection de 2004 du 3e district congressionnel du Wisconsin | Élection de 2004 du 3e district congressionnel du Wisconsin | Élection de 2004 du 3e district congressionnel du Wisconsin | Élection de 2004 du 3e district congressionnel du Wisconsin | Élection de 2004 du 3e district congressionnel du Wisconsin |
| ----------------------------------------------------------- | ----------------------------------------------------------- | ----------------------------------------------------------- | ----------------------------------------------------------- | ----------------------------------------------------------- |
| Parti                                                       | Parti                                                       | Candidat                                                    | Votes                                                       | %                                                           |
|                                                             | Démocrate                                                   | Ron Kind (sortant)                                          | 204 856                                                     | 56,4                                                        |
|                                                             | Républicain                                                 | Dale W. Schultz                                             | 157 866                                                     | 43,5                                                        |
|                                                             | Libertarien                                                 | Jeff Zastrow                                                | 6674                                                        | 3,2                                                         |
|                                                             | Indépendant                                                 | Jason A. Faulkner                                           | 2 092                                                       | 0,99                                                        |
|                                                             | Autres                                                      | Autres                                                      | 286                                                         | 0,1                                                         |
| Total des votes                                             | Total des votes                                             | Total des votes                                             | 363 008                                                     | 100 %                                                       |
|                                                             | Les Démocrates conservent                                   |                                                             |                                                             |                                                             |

### 2006
| Élection de 2006 du 3e district congressionnel du Wisconsin | Élection de 2006 du 3e district congressionnel du Wisconsin | Élection de 2006 du 3e district congressionnel du Wisconsin | Élection de 2006 du 3e district congressionnel du Wisconsin | Élection de 2006 du 3e district congressionnel du Wisconsin |
| ----------------------------------------------------------- | ----------------------------------------------------------- | ----------------------------------------------------------- | ----------------------------------------------------------- | ----------------------------------------------------------- |
| Parti                                                       | Parti                                                       | Candidat                                                    | Votes                                                       | %                                                           |
|                                                             | Démocrate                                                   | Ron Kind (sortant)                                          | 163 322                                                     | 64,8                                                        |
|                                                             | Républicain                                                 | Paul R. Nelson                                              | 88 523                                                      | 35,1                                                        |
|                                                             | Autres                                                      | Autres                                                      | 242                                                         | 0,1                                                         |
| Total des votes                                             | Total des votes                                             | Total des votes                                             | 252 087                                                     | 100 %                                                       |
|                                                             | Les Démocrates conservent                                   |                                                             |                                                             |                                                             |

### 2008
| Élection de 2008 du 3e district congressionnel du Wisconsin | Élection de 2008 du 3e district congressionnel du Wisconsin | Élection de 2008 du 3e district congressionnel du Wisconsin | Élection de 2008 du 3e district congressionnel du Wisconsin | Élection de 2008 du 3e district congressionnel du Wisconsin |
| ----------------------------------------------------------- | ----------------------------------------------------------- | ----------------------------------------------------------- | ----------------------------------------------------------- | ----------------------------------------------------------- |
| Parti                                                       | Parti                                                       | Candidat                                                    | Votes                                                       | %                                                           |
|                                                             | Démocrate                                                   | Ron Kind (sortant)                                          | 225 208                                                     | 63,2                                                        |
|                                                             | Républicain                                                 | Paul Stark                                                  | 122 760                                                     | 34,4                                                        |
|                                                             | Libertarien                                                 | Kevin Barrett                                               | 8236                                                        | 2,3                                                         |
|                                                             | Autres                                                      | Autres                                                      | 196                                                         | 0,1                                                         |
| Total des votes                                             | Total des votes                                             | Total des votes                                             | 356 400                                                     | 100 %                                                       |
|                                                             | Les Démocrates conservent                                   |                                                             |                                                             |                                                             |

### 2010
| Élection de 2010 du 3e district congressionnel du Wisconsin | Élection de 2010 du 3e district congressionnel du Wisconsin | Élection de 2010 du 3e district congressionnel du Wisconsin | Élection de 2010 du 3e district congressionnel du Wisconsin | Élection de 2010 du 3e district congressionnel du Wisconsin |
| ----------------------------------------------------------- | ----------------------------------------------------------- | ----------------------------------------------------------- | ----------------------------------------------------------- | ----------------------------------------------------------- |
| Parti                                                       | Parti                                                       | Candidat                                                    | Votes                                                       | %                                                           |
|                                                             | Démocrate                                                   | Ron Kind (sortant)                                          | 126 380                                                     | 50,3                                                        |
|                                                             | Républicain                                                 | Dan Kapanke                                                 | 116 838                                                     | 46,5                                                        |
|                                                             | Indépendant                                                 | Michael Krsiean                                             | 8001                                                        | 3,2                                                         |
|                                                             | Autres                                                      | Autres                                                      | 121                                                         | 0,0                                                         |
| Total des votes                                             | Total des votes                                             | Total des votes                                             | 251 340                                                     | 100 %                                                       |
|                                                             | Les Démocrates conservent                                   |                                                             |                                                             |                                                             |

### 2012
| Élection de 2012 du 3e district congressionnel du Wisconsin | Élection de 2012 du 3e district congressionnel du Wisconsin | Élection de 2012 du 3e district congressionnel du Wisconsin | Élection de 2012 du 3e district congressionnel du Wisconsin | Élection de 2012 du 3e district congressionnel du Wisconsin |
| ----------------------------------------------------------- | ----------------------------------------------------------- | ----------------------------------------------------------- | ----------------------------------------------------------- | ----------------------------------------------------------- |
| Parti                                                       | Parti                                                       | Candidat                                                    | Votes                                                       | %                                                           |
|                                                             | Démocrate                                                   | Ron Kind (sortant)                                          | 217 712                                                     | 64,1                                                        |
|                                                             | Républicain                                                 | Ray Boland                                                  | 121 713                                                     | 35,8                                                        |
|                                                             | Autres                                                      | Autres                                                      | 339                                                         | 0,1                                                         |
| Total des votes                                             | Total des votes                                             | Total des votes                                             | 339 764                                                     | 100 %                                                       |
|                                                             | Les Démocrates conservent                                   |                                                             |                                                             |                                                             |

### 2014
| Élection de 2014 du 3e district congressionnel du Wisconsin | Élection de 2014 du 3e district congressionnel du Wisconsin | Élection de 2014 du 3e district congressionnel du Wisconsin | Élection de 2014 du 3e district congressionnel du Wisconsin | Élection de 2014 du 3e district congressionnel du Wisconsin |
| ----------------------------------------------------------- | ----------------------------------------------------------- | ----------------------------------------------------------- | ----------------------------------------------------------- | ----------------------------------------------------------- |
| Parti                                                       | Parti                                                       | Candidat                                                    | Votes                                                       | %                                                           |
|                                                             | Démocrate                                                   | Ron Kind (sortant)                                          | 155 368                                                     | 56,5                                                        |
|                                                             | Républicain                                                 | Tony Kurtz                                                  | 119 540                                                     | 43,4                                                        |
|                                                             | Indépendant                                                 | Ken Van Doren (write-in)                                    | 128                                                         | 0,0                                                         |
|                                                             | Autres                                                      | Autres                                                      | 125                                                         | 0,0                                                         |
| Total des votes                                             | Total des votes                                             | Total des votes                                             | 275 161                                                     | 100 %                                                       |
|                                                             | Les Démocrates conservent                                   |                                                             |                                                             |                                                             |

### 2016
| Élection de 2016 du 3e district congressionnel du Wisconsin | Élection de 2016 du 3e district congressionnel du Wisconsin | Élection de 2016 du 3e district congressionnel du Wisconsin | Élection de 2016 du 3e district congressionnel du Wisconsin | Élection de 2016 du 3e district congressionnel du Wisconsin |
| ----------------------------------------------------------- | ----------------------------------------------------------- | ----------------------------------------------------------- | ----------------------------------------------------------- | ----------------------------------------------------------- |
| Parti                                                       | Parti                                                       | Candidat                                                    | Votes                                                       | %                                                           |
|                                                             | Démocrate                                                   | Ron Kind (sortant)                                          | 257 401                                                     | 99,9                                                        |
|                                                             | Write-In                                                    | Write-In                                                    | 169                                                         | 0,1                                                         |
| Total des votes                                             | Total des votes                                             | Total des votes                                             | 257 570                                                     | 100 %                                                       |
|                                                             | Les Démocrates conservent                                   |                                                             |                                                             |                                                             |

### 2018
| Élection de 2018 du 3e district congressionnel du Wisconsin | Élection de 2018 du 3e district congressionnel du Wisconsin | Élection de 2018 du 3e district congressionnel du Wisconsin | Élection de 2018 du 3e district congressionnel du Wisconsin | Élection de 2018 du 3e district congressionnel du Wisconsin |
| ----------------------------------------------------------- | ----------------------------------------------------------- | ----------------------------------------------------------- | ----------------------------------------------------------- | ----------------------------------------------------------- |
| Parti                                                       | Parti                                                       | Candidat                                                    | Votes                                                       | %                                                           |
|                                                             | Démocrate                                                   | Ron Kind (sortant)                                          | 187 888                                                     | 59,7                                                        |
|                                                             | Républicain                                                 | Steve Toft                                                  | 126 980                                                     | 40,3                                                        |
| Total des votes                                             | Total des votes                                             | Total des votes                                             | 314 868                                                     | 100 %                                                       |
|                                                             | Les Démocrates conservent                                   |                                                             |                                                             |                                                             |

### 2020
| Élection de 2020 du 3e district congressionnel du Wisconsin | Élection de 2020 du 3e district congressionnel du Wisconsin | Élection de 2020 du 3e district congressionnel du Wisconsin | Élection de 2020 du 3e district congressionnel du Wisconsin | Élection de 2020 du 3e district congressionnel du Wisconsin |
| ----------------------------------------------------------- | ----------------------------------------------------------- | ----------------------------------------------------------- | ----------------------------------------------------------- | ----------------------------------------------------------- |
| Parti                                                       | Parti                                                       | Candidat                                                    | Votes                                                       | %                                                           |
|                                                             | Démocrate                                                   | Ron Kind (sortant)                                          | 199 870                                                     | 51,3                                                        |
|                                                             | Républicain                                                 | Derrick Van Orden                                           | 189 524                                                     | 48,6                                                        |
|                                                             | Write-In                                                    | Write-In                                                    | 224                                                         | 0,1                                                         |
| Total des votes                                             | Total des votes                                             | Total des votes                                             | 389 618                                                     | 100 %                                                       |
|                                                             | Les Démocrates conservent                                   |                                                             |                                                             |                                                             |

### 2022
| Primaire Républicaine de 2022 du 3e district congressionnel du Wisconsin | Primaire Républicaine de 2022 du 3e district congressionnel du Wisconsin | Primaire Républicaine de 2022 du 3e district congressionnel du Wisconsin | Primaire Républicaine de 2022 du 3e district congressionnel du Wisconsin | Primaire Républicaine de 2022 du 3e district congressionnel du Wisconsin |
| ------------------------------------------------------------------------ | ------------------------------------------------------------------------ | ------------------------------------------------------------------------ | ------------------------------------------------------------------------ | ------------------------------------------------------------------------ |
| Parti                                                                    | Parti                                                                    | Candidat                                                                 | Votes                                                                    | %                                                                        |
|                                                                          | Républicain                                                              | Derrick Van Orden                                                        | 65 164                                                                   | 99,3                                                                     |

| Primaire Démocrate de 2022 du 3e district congressionnel du Wisconsin | Primaire Démocrate de 2022 du 3e district congressionnel du Wisconsin | Primaire Démocrate de 2022 du 3e district congressionnel du Wisconsin | Primaire Démocrate de 2022 du 3e district congressionnel du Wisconsin | Primaire Démocrate de 2022 du 3e district congressionnel du Wisconsin |
| --------------------------------------------------------------------- | --------------------------------------------------------------------- | --------------------------------------------------------------------- | --------------------------------------------------------------------- | --------------------------------------------------------------------- |
| Parti                                                                 | Parti                                                                 | Candidat                                                              | Votes                                                                 | %                                                                     |
|                                                                       | Démocrate                                                             | Brad Paff                                                             | 24 041                                                                | 38,9                                                                  |
|                                                                       | Démocrate                                                             | Rebecca Cooke                                                         | 19 221                                                                | 31,1                                                                  |
|                                                                       | Démocrate                                                             | Deb McGrath                                                           | 11 770                                                                | 19,1                                                                  |
|                                                                       | Démocrate                                                             | Mark A. Neumann                                                       | 6672                                                                  | 10,8                                                                  |

| Élection de 2022 du 3e district congressionnel du Wisconsin | Élection de 2022 du 3e district congressionnel du Wisconsin | Élection de 2022 du 3e district congressionnel du Wisconsin | Élection de 2022 du 3e district congressionnel du Wisconsin | Élection de 2022 du 3e district congressionnel du Wisconsin |
| ----------------------------------------------------------- | ----------------------------------------------------------- | ----------------------------------------------------------- | ----------------------------------------------------------- | ----------------------------------------------------------- |
| Parti                                                       | Parti                                                       | Candidat                                                    | Votes                                                       | %                                                           |
|                                                             | Républicain                                                 | Derrick Van Orden                                           | 164 743                                                     | 51,8                                                        |
|                                                             | Démocrate                                                   | Brad Paff                                                   | 152 977                                                     | 48,1                                                        |
|                                                             | Write-In                                                    | Write-In                                                    | 202                                                         | 0,1                                                         |
| Total des votes                                             | Total des votes                                             | Total des votes                                             | 317 922                                                     | 100 %                                                       |
|                                                             | Les Républicains prennent aux Démocrates                    |                                                             |                                                             |                                                             |

### 2024
| Primaire Républicaine de 2024 du 3e district congressionnel du Wisconsin | Primaire Républicaine de 2024 du 3e district congressionnel du Wisconsin | Primaire Républicaine de 2024 du 3e district congressionnel du Wisconsin | Primaire Républicaine de 2024 du 3e district congressionnel du Wisconsin | Primaire Républicaine de 2024 du 3e district congressionnel du Wisconsin |
| ------------------------------------------------------------------------ | ------------------------------------------------------------------------ | ------------------------------------------------------------------------ | ------------------------------------------------------------------------ | ------------------------------------------------------------------------ |
| Parti                                                                    | Parti                                                                    | Candidat                                                                 | Votes                                                                    | %                                                                        |
|                                                                          | Républicain                                                              | Derrick Van Orden (sortant)                                              | 52 533                                                                   | 100%                                                                     |

| Primaire Démocrate de 2024 du 3e district congressionnel du Wisconsin | Primaire Démocrate de 2024 du 3e district congressionnel du Wisconsin | Primaire Démocrate de 2024 du 3e district congressionnel du Wisconsin | Primaire Démocrate de 2024 du 3e district congressionnel du Wisconsin | Primaire Démocrate de 2024 du 3e district congressionnel du Wisconsin |
| --------------------------------------------------------------------- | --------------------------------------------------------------------- | --------------------------------------------------------------------- | --------------------------------------------------------------------- | --------------------------------------------------------------------- |
| Parti                                                                 | Parti                                                                 | Candidat                                                              | Votes                                                                 | %                                                                     |
|                                                                       | Démocrate                                                             | Rebecca Cooke                                                         | 42 316                                                                | 50,5                                                                  |
|                                                                       | Démocrate                                                             | Katrina Shankland                                                     | 34 812                                                                | 41,6                                                                  |
|                                                                       | Démocrate                                                             | Eric Wilson                                                           | 6624                                                                  | 7,9                                                                   |

| Élection de 2024 du 3e district congressionnel du Wisconsin | Élection de 2024 du 3e district congressionnel du Wisconsin | Élection de 2024 du 3e district congressionnel du Wisconsin | Élection de 2024 du 3e district congressionnel du Wisconsin | Élection de 2024 du 3e district congressionnel du Wisconsin |
| ----------------------------------------------------------- | ----------------------------------------------------------- | ----------------------------------------------------------- | ----------------------------------------------------------- | ----------------------------------------------------------- |
| Parti                                                       | Parti                                                       | Candidat                                                    | Votes                                                       | %                                                           |
|                                                             | Républicain                                                 | Derrick Van Orden (sortant)                                 | TBD                                                         | TBD                                                         |
|                                                             | Démocrate                                                   | Rebecca Cooke                                               | TBD                                                         | TBD                                                         |
| Total des votes                                             | Total des votes                                             | Total des votes                                             | TBD                                                         | 100 %                                                       |
|                                                             |                                                             |                                                             |                                                             |                                                             |